# アースラグ・ダール
アースラグ・ダール（Aslaug Dahl、1949年3月23日 - ）は、ノルウェー、フィンマルク県ネッセビー出身の元クロスカントリースキー選手。1970年代に国際大会で活躍した。

## プロフィール
ダールは1970年と1975年のノルウェー選手権5kmで優勝、1970年ノルディックスキー世界選手権リレー4位、
1972年札幌オリンピック5km8位、10km6位、リレー銅メダル、1974年ノルディックスキー世界選手権リレー6位などの実績を残した。